# الأكاديمية السويدية

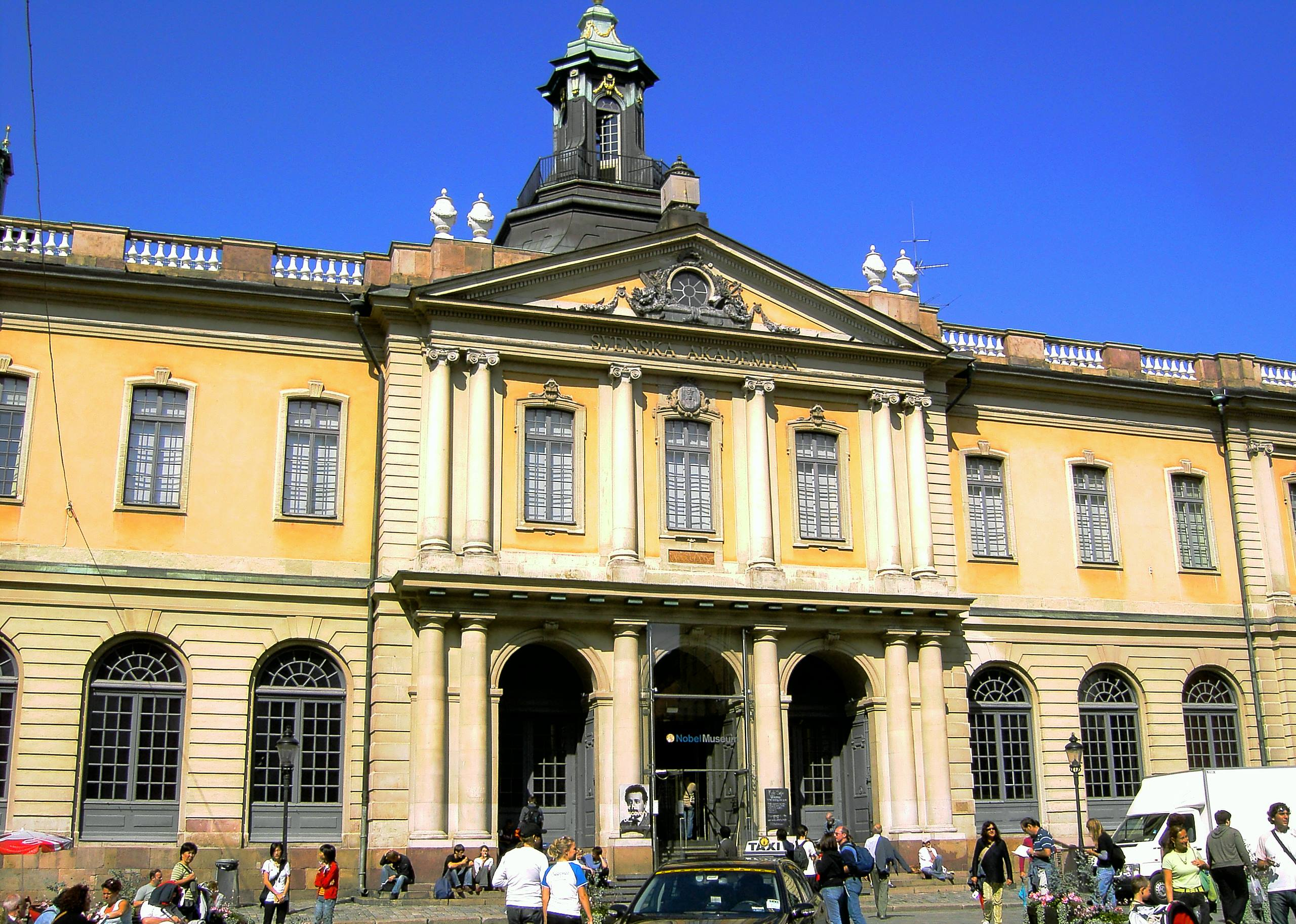
مقر الأكاديمية السويدية

الأكاديمية السويدية، أسسها الملك غوستاف الثالث سنة 1786. استوحيت فكرة أنشاء الأكاديمية من فكرة أكادمية اللغة الفرنسية. تتكون الأكاديمية من 18 مقعدا. تمنح الأكاديمية جائزة نوبل في الأدب منذ سنة 1901.